# Gangut (1888)
Gangut (en ruso: броненосец "Гангут") fue un buque de defensa costera de la Armada Imperial Rusa que recibió su nombre de la Batalla de Gangut. Era una versión reducida de los acorazados de la clase Imperator Aleksandr II.

## Hundimiento
El 12 de junio de 1897, el Gangut chocó contra una roca desconocida cerca de Víborg, en el Golfo de Finlandia, durante un ejercicio militar. Una brecha en el fondo del buque provocó la inundación de las dos salas de calderas y la pérdida de potencia de las bombas. Los mamparos estaban mal remachados, lo que provocó fugas. Las deficiencias de su diseño le dieron una estabilidad limitada y provocaron la ineficacia de los esfuerzos de su tripulación para contrarrestar la inundación. El buque se asentó y se hundió lentamente sobre una quilla plana a 30 metros de profundidad. No hubo víctimas.
El buque no era muy popular en la Armada Imperial Rusa. El contraalmirante Birilev, su antiguo capitán, lo describió como "... un barco vil, es bueno que se hundiera, y es inútil levantarlo".
La compañía sueca Neptune no llevó a cabo un plan para reflotar el barco, aunque los buzos recuperaron algunos objetos en 1898.